# Proteuxoa albipunctata
Proteuxoa albipunctata là một loài bướm đêm trong họ Noctuidae.